# Аралтобе (Айтекебийский район)
Аралтобе (каз. Аралтөбе) — село в Айтекебийском районе Актюбинской области Казахстана. Административный центр и единственный населённый пункт Кызылжулдузского сельского округа. Находится примерно в 37 км к юго-западу от центра села Комсомольское. Код КАТО — 153439100.

## Население
В 1999 году население села составляло 1522 человека (766 мужчин и 756 женщин). По данным переписи 2009 года, в селе проживали 754 человека (373 мужчины и 381 женщина).